# 李遇知
李遇知（1583年—1644年），字仲之，號篢谷，陝西漢中府洋縣人，民籍，明末政治人物。

## 生平
萬曆三十七年（1609年）己酉科陝西鄉試第三十三名舉人，三十八年（1610年）中式庚戌科會試第二百七十一名，三甲第一百四十七名進士。工部觀政，授直隸大名府東明縣知縣。天啟元年（1621年）九月升兵科給事中，五年（1625年）十二月被江西道御史卢承钦弹劾插身门户，荐举匪类，献媚东林，被削籍为民，追夺诰命。崇禎元年（1628年）復官，歷任太常寺少卿、南京大理寺卿、南京吏部尚書。十六年（1643年）官吏部尚書，十七年（1644年）因病免職。李自成破北京，李遇知被拷打，出銀四萬六千兩，夾死。

## 家族
曾祖李應春，庠生贈吏部司務；祖父李嘉會；父李友竹，廩生封文林郎東明知縣；母劉氏。具慶下。弟李達知（庠生）、李迥知。子李百齡、李千齡。